# Јасфењсару
Јасфењсару (мађ. Jászfényszaru) је град у Мађарској. Јасфењсару је град у оквиру жупаније Јас-Нађкун-Солнок.

## Географија

### Локација
Јасфењсару се налази на северозападној ивици Јасшага, граничи се са жупанијама Пешта и Хевеш, на левој обали Зађве једва 2 километра изнад ушћа река Зађва и Галга.
Непосредна суседна насеља: Чан у округу Хевеш на североистоку, Јасаго на истоку, Пустамоноштор на југоистоку, последња два припадају жупанији Јас-Нађкун-Солнок, Сентлеринцката на југу, Тоалмаш на југозападу, Тоалмаш и Жамбок на западу, све четири пештанске жупаније, а са северозапада из правца Хевеша Болдог и Хатван.
Јасфењсару с налази 11 километара југоисточно од Хатвана и 17 километара северозападно од Јасберења.

## Историја
Кроз насеље пролази траса Черског јарка, који су изградили Сармати између 324. и 337. године, који повезује Дунав са Тисом.
Археолози из Музеја Јаса су 2018. године у граници града ископали гробове из времена одоласка Мађара на ове просторе. У гробницама су пронађена два тела: посмртни остаци одраслог човека и детета. Поред човека је била закопана сабља, дршком надоле, што је необично за тадашње погребне обичаје. Прва сабљаста гробница у Јасшагу, о којој је припремљена детаљна документација. Поред његове десне карличне кости пронађен је седми тибијални сфинктер Карпатског басена, који је био направљен од бронзе. (До данас су пронађене укупно три гвоздене и три бронзане тарзалне копче.) Поред детета закопани су гвоздени нож, дршка са кружним тачкастим украсом, тоболац и врхови стрела, али ово није сачувано.
У његовим пешчаним, травнатим деловима (плажа Козма, Чонталом, језеро Шош), ископавањима су на површину изнети налази из аварског и освајачког периода (периода доласка Мађара на ове просторе). Село Козма се вероватно налазило на месту данашњег Јасфењсару (као такво се помиње у документу из 1067. године), што се може повезати са Дамјаном Сент Козмом из 1499. године. Под овим именом, на данашњем брду Козма, стајала је црква из доба Арпадовића, чије је темеље 1996. године ископао археолог Ласло Шелмеци.
Од 1. јануара 1993. године насеље поново добија статус града.
Од 1990. године, тада још увек велико село угостило је компанију за производњу телевизора Самсунг са седиштем у Јужној Кореји, која је после прерасла у највећу европску фабрику компаније Самсунг, пружајући могућност сталног запослења хиљадама људи. Десет милионити телевизор у Јасфењсару направљен је 2004. године. Значај фабрике је додатно увећан када је 2007. године управни одбор најавио да овде желе да прошире своју производну јединицу. Нова зграда је изграђена крајем исте године, отварајући нова радна места у граду.
Што се тиче инфраструктуре, канализациони систем насеља је у потпуности развијен до краја 2008. године, а 2010. године асфалтирано је 84% његовог око 40 км дугог путног система. Према плановима, коловозна база преосталих улица биће завршена до краја године.

## Становништво
Током пописа 2011, 90,9% становника се изјаснило као Мађари, 7,8% као ЦРоми, 0,2% као Немци и 0,6% као Румуни (9% се није изјаснило). 
Верска дистрибуција је била следећа: римокатолици 64,8%, реформисани 1,8%, лутерани 0,2%, гркокатолици 0,2%, неконфесионални 11,9% (19,9% се није изјаснило).